# يوسف خان (ممثل باكستاني)
يوسف خان (1929 - 20 سبتمبر 2009)، هو ممثل باكستاني (وحمل سابقاً جنسية الراج البريطاني)، ولد في 1929 في باكستان، وتوفي في 20 سبتمبر 2009 بلاهور في باكستان. من الجوائز التي نالها فخر الأداء.

## جوائز
- فخر الأداء

## وصلات خارجية
- يوسف خان على موقع IMDb (الإنجليزية)
- يوسف خان على موقع قاعدة بيانات الفيلم (الإنجليزية)